# Haute École de la Ville de Liège

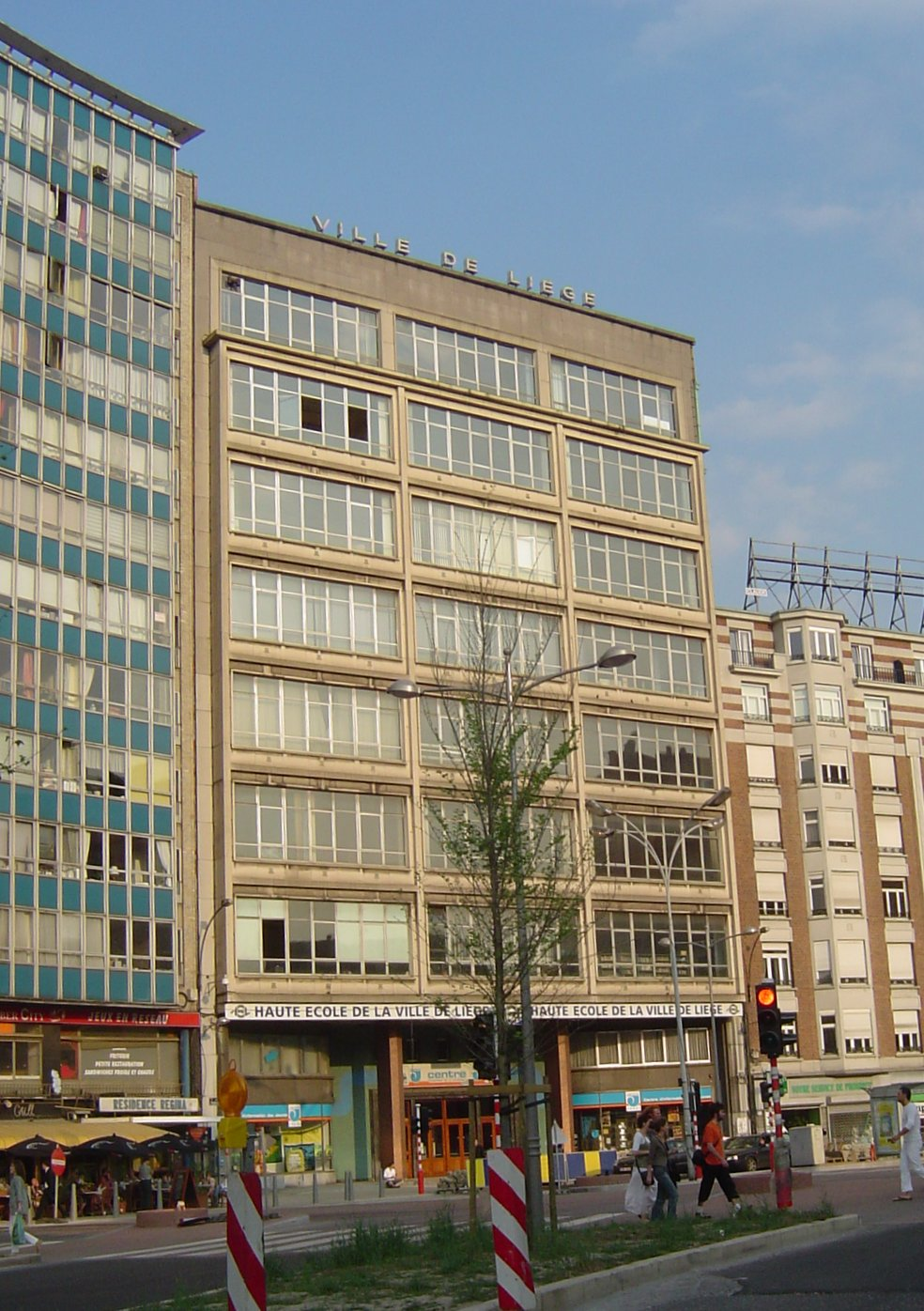
Haute École de la Ville de Liège

De Haute École de la Ville de Liège is een hogeschool in de stad Luik in de Belgische provincie Luik. De school is opgericht in september 1996 met een decreet van 5 augustus 1995. Ze is ontstaan door samenvoeging van l'Institut d'Enseignement Supérieur Pédagogique (IESP Jonfosse), l'École Communale Supérieure de Secrétariat, d'Administration et de Commerce (ECSSAC), l'École Supérieure de Logopédie (ESL), l'Institut Supérieur d'Enseignement Technologique (ISET) en met een nieuwe sector voor vertaling en tolken.
De hogeschool biedt studies aan in de onderwerpen:
- Economie
- Geneeskunde
- Vertaling en tolken
- Techniek
- Pedagogie